# Costa Rica-i aranyvarangy
A Costa Rica-i aranyvarangy (Incilius periglenes) a varangyfélék (Bufonidae) családjának Bufo nemébe tartozó, jelenkorban (1989-ben) kihalt faja.

## Előfordulása
Valaha nagy számban fordult elő a Costa Rica-i Monteverde városa fölötti, mintegy 30 km²-en elterülő trópusi köderdőben.

## Megjelenése
Apró, fényes narancssárgás bőrű varangy.

## Szaporodás
A hímek a pocsolya partjára gyűlnek, és türelmesen várják a nőstényeket, hogy lerakják petéiket. Amint a nőstények megérkeznek, a hímek megragadják őket, és a peterakó helyre vitetik magukat velük. A tülekedésben a hímek bármit megragadnak, ami él és mozog, néha még más hímeket is.
A megragadott hím ilyenkor gyors rezgést bocsát ki, hogy a másik engedje el. A nőstény pillanatok alatt egy csomó hímet gyűjt a hátára. Mindegyik más-más testrészbe kapaszkodik, hogy ő termékenyítse meg a nőstény által lerakott petéket. Előfordul, hogy a sok hím miatt a nőstény órákon át mozdulni sem tud, amíg az erősebb hímek le nem taszigálják a gyengébbeket. A nőstény ekkor megindul a pocsolya felé, és lerak kb. 200 petét. A nyeregben maradt hímek ekkor megtermékenyítik a petéket. Egy hét alatt az összes nőstény lerakja petéit, és a varangyok újból visszatérnek az erdő talaján levő nedves talajba.
Az előbújó ebihalak a vízben maradnak, és apró növényekkel, pl. algával táplálkoznak. Ha a zápor akár csak néhány nappal is elmarad, akkor a pocsolyák kiszáradnak és az ebihalak elpusztulnak. Miután a tojásból 5 hét elteltével kikelnek, szüleik apró másává fejlődnek, és elhagyják a pocsolyát.

## Lásd még
- Varangyfélék
- Kihalt állatfajok listája